# Lengyel–litván háború
Az 1919–20-as lengyel–litván háború az első világháborút követően kialakult fegyveres konfliktus volt az újonnan függetlenné vált Litvánia, és Lengyelország között. A konfliktus alapvetően Vilnius (lengyelül Wilno), valamint a Suwałki régió birtoklásáért folyt. Ez utóbbi magába foglal több várost, mint például Augustów, Sejny és a névadó Suwałki. A konfliktus megítélésben nagy eltérések fedezhetőek fel a lengyel és litván történészek között. A litvánok a háborút alapvetően a litván függetlenségi háború részének tekintik, míg a lengyelek pusztán a Suwałki régió birtoklásáért folyó harcoknak tekintik, amely a lengyel–szovjet háború része volt.
1919 áprilisában a lengyel hadsereg elfoglalta Vilniust és felvette a kapcsolatot a litván hadsereggel, amely szintén a szovjetek ellen harcolt. A közös ellenségnek köszönhetően a litvánok kezdetben nem voltak ellenségesek. A viszonylagosan kedvező fogadtatást kihasználva, a lengyelek igyekeztek meggyőzni a litvánokat egy lengyel–litván unióhoz való csatlakozásra, amely egyfajta föderáció lett volna a két ország között. Ahogy a kapcsolatok romlottak, az antant két demarkációs vonalat állított fel, hogy megelőzze a további ellenségeskedést a lengyel és litván felek között. Amikor 1919 augusztusában a lengyel puccskísérlet megbukott, a frontvonal stabilizálódott egészen 1920 nyaráig.
1920 júliusában, Lengyelország vesztésre állt a szovjetek ellen, és kénytelen volt visszavonulni. A litvánok követték a visszavonuló lengyeleket, hogy biztosítsák a területet, amit a szovjetek is elismertek (szovjet-litván békeszerződés). Amikor a lengyelek döntő csapást mértek a varsói csatában a szovjetekre, azok kénytelenek voltak visszavonulni, miközben a litvánok megvédték az új határaikat. A lengyelek nem ismerték el a szovjet–litván békeszerződést, és a litvánokat szovjet szövetségesnek titulálták. Ezt követően az első harcok a Suwałki régióban törtek ki. A lengyelek egy széles, kiterjedt fronton támadták a litvánokat. A nemzetközi nyomás és a Népszövetség beavatkozása miatt a lengyelek aláírták a Suwałki egyezményt 1920. október 7-én, aminek következtében egy új demarkációs vonal alakult ki. Ez egyébként teljesen védtelenné tette Vilniust a további támadások ellen.
1920. október 8-án Lucjan Żeligowski, lengyel tábornok bevonult Vilniusba, hogy „megvédje a helyi lengyelek önrendelkezési jogát”. Habár Vilnius elesett, a litván egységek megállították a lengyelek további előre nyomulását. Żeligowski kikiáltotta a Központi Litván Köztársaságot, Vilnius székhellyel. November 29-én tűzszünetet kötöttek. Az elhúzódó népszövetségi tárgyalások nem változtattak az eredményen, majd 1923-ban status quót hirdettek. 1922-ben a Központi Litván Köztársaságot Lengyelország bekebelezte, Wilnói vajdaság (Województwo wileńskie) névvel. Litvánia nem ismerte el ezeket a fejleményeket, és tovább követelte Vilniust, mint a független Litvánia fővárosát. A háború következtében egészen az 1938-as Lengyel ultimátumig nem volt diplomáciai kapcsolat a két ország között.

### Katonai előzmények

A lengyel (kék nyilak) és a litván-német ellentámadás (barna) a szovjetek ellen 1919 elején. A kék vonal a lengyel frontvonal elhelyezkedését ábrázolja 1920 májusában.

A lengyel–szovjet háború elején a szovjetek voltak sikeresebbek, de 1919 februárjában egy fordulóponthoz értek. 1919 márciusában és áprilisában a lengyel és litván hadsereg megindította offenzíváját a szovjetek ellen. A csapatok Vilnius térségében találkoztak. A kezdeti jó lengyel és litván kapcsolat folyamatosan romlott. 1919. április 19-én a lengyelek elfoglalták Vilniust.
Kezdetben a lengyelek és litvánok is a szovjetek ellen voltak, de azzal, hogy Litvánia semleges maradt a lengyel-szovjet háborúban a kapcsolat sokat romlott. Az első összecsapásokra 1919. április 26. – május 8. között került sor, Vievis mellett. Habár hivatalos hadiállapot a két ország között nem állt fenn, júliusra egyre hevesebbé váltak az összecsapások. A hivatalos tárgyalásokra később Kaunasban került sor, de ez nem járt eredménnyel.

### Diplomáciai előzmények
Lengyelország nem ismerte el a független Litvániát. A lengyel Józef Piłsudski remélte, hogy újjá élesztheti a Lengyel–Litván Uniót, amiért a versailles-i békekonferencián is harcolt. A katonai beavatkozást igyekeztek úgy feltüntetni, mint a litvániai lengyelek önrendelkezési jogának biztosítására való törekvést. Az 1897-es orosz népszámlálás eredményei szerint Vilnius lakosságának 30%-a lengyel volt, 40%-a zsidó, és 2% litván, de a város körül a litvánok voltak többségben. Az 1916-os német népszámlálás alkalmával a lengyelek aránya már elérte a város lakosságának 50%-át. A litvánok Vilniust azért követelték, mert történelmi fővárosukként tekintenek rá, s visszautasították a lengyel föderációt. Számukra a lengyel föderáció a lengyelek kulturális és politikai fölényét hangsúlyozná. Az ideiglenes litván fővárosnak Kaunast tették meg. A másik vitatott terület, a Suwałki-régió szintén vegyes lakosságú volt.
A lengyelek és litvánok nemzetközi megítélése nem volt azonos. Míg a nagy kiterjedésű, és népes Lengyelországot hamar elismerték függetlennek, valamint a párizsi békekonferenciákon is részt vett, továbbá a Népszövetség alapítója is volt, addig Litvániát először a szovjetek ismerték el 1920-ban, és az első világháborút követő konferenciára meg sem hívták.

## 1919. május–szeptember: növekvő feszültségek

### A demarkációs vonal

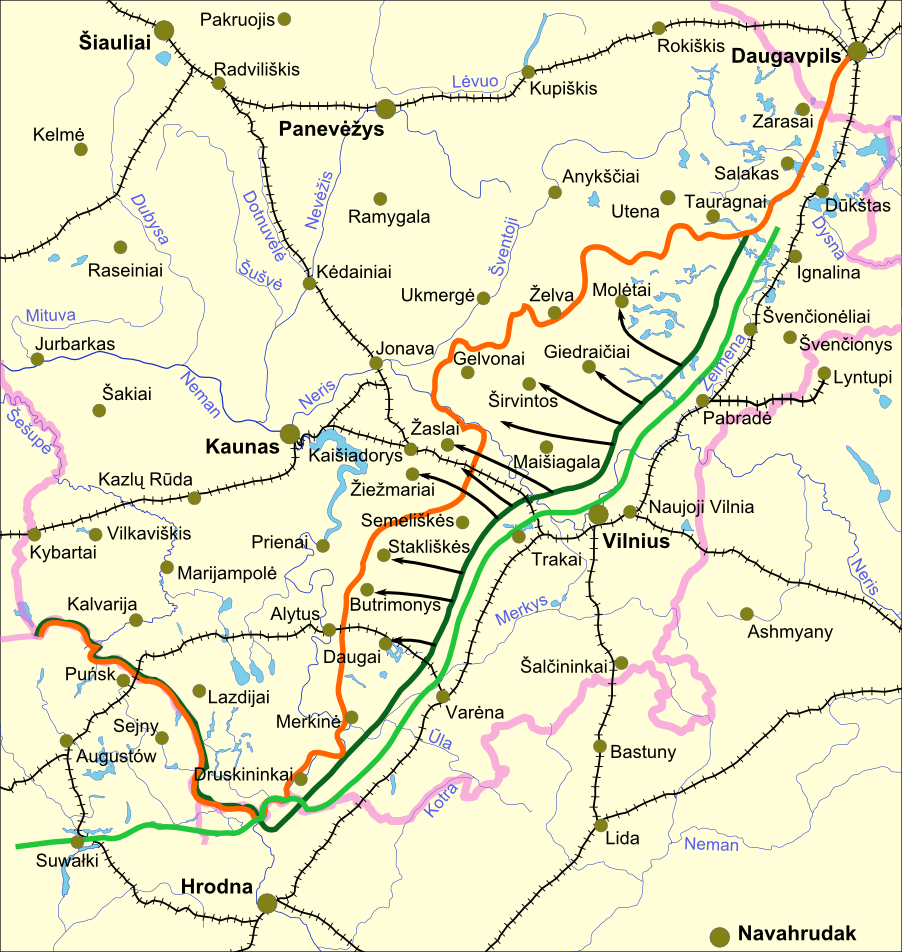
A demarkációs vonal június 18-án (világoszöld) és július 26-án (sötétzöld) Lengyelország és Litvánia között

Az első demarkációs vonalat június 18-án állították fel, amely nagyjából 5 km-re futott a Varsó-Szentpétervár vasútvonaltól, s inkább katonai, mint sem etnikai alapon húzták meg. Sem a lengyelek, sem a litvánok nem voltak megelégedve a határral. A lengyelek azért nem fogadták el, mert így körülbelül 35 km-nyire kellett volna visszavonulniuk eredeti helyükről, a litvánok meg természetesen nem fogadták el Vilnius és Hrodna demarkációs vonalon túlra való kerülését. Majd miközben a litvánok a szovjetekkel harcoltak az északi részeken, a lengyelek elindítottak egy offenzívát, a vonal mentén egy 100 km-es sávban, és 20–30 km-nyire benyomultak Litvániába.
Július 18-án került sor a második demarkációs vonal felállítására. Ennek javaslatát Ferdinand Foch tette, akiről később elnevezeték a Foch-vonalat. Ezt az antant is jóváhagyta. E második demarkációs vonal a lengyeleknek tovább kedvezett: a Suwałki-régió egészében lengyel kézre került, s mintegy 7 km mélyen a teljes vonal Litvánia felé mozdult el. Néhány helyi összecsapás utána helyzet stabilizálódott július 29-ére.

### A sejny-i felkelés
A litvánok elfogadták a Foch-vonalat, s a Suwałki régióból vissza is vonták a csapataikat 1919. augusztus 7-én, habár az etnikailag vegyes lakosságú Sejnyben megálltak, és szándékukban állt hosszabb időre maradni. Ennek következtében a helyi lengyelek aggodalom tört ki, majd augusztus 12-én egy 100 főből álló csoport kifejezte csatlakozási szándékát Lengyelországhoz. A lengyel hadsereg hozzá is látott egy felkelés előkészítéséhez, melynek kirobbantását augusztus 22-e estéjére szervezték. Nagyjából 1000 fő csatlakozott a lengyel önkéntes erőkhöz, a felkelés kirobbant, majd a hadtest átlépve a Foch-vonalat, megtámadta a litván Lazdijai és Kapčiamiestis településeket, de szándékukban állt Simnas bevétele is. A litvánok néhány órára visszafoglalták Sejnyt augusztus 25-én, de másnap augusztus 26-án a hivatásos lengyel katonák csatlakoztak a felkelőkhöz, majd visszafoglalták Sejnyt. A litvánok szeptember 5-én beleegyeztek a visszavonulásra a Foch-vonalon mögé. A lengyelek megerősítették Sejny védelmét, s megkezdték a litván kulturális élet megtörését. A litván iskolákat és szervezeteket bezáratták. A felkelés következtében a lengyel hírszerzési tevékenység fokozódott Litvánia területén, amellyel lényegében előkészítették a kaunas-i kormány megdöntését.

### A lengyel puccskísérlet
A lengyelek már július közepén tervezték a litván kormány megdöntését, és annak helyettesítését egy lengyelbarát bábkormánnyal, amely beleegyezne egy unióba. A lengyel Józef Piłsudski hitt abban, hogy terve kivitelezéséhez talál elég litvániai szimpatizánst. Augusztus 3-án megérkezett a lengyel diplomáciai küldöttség Kaunasba. Kettős céllal érkeztek, a vitatott területeken egy népszavazás végrehajtásának elfogadtatása a litvánokkal, illetve a puccs előkészítése. Az előbbit a litvánok rögtön el is utasították, mondván hogy a vitatott területen litvánok élnek. A puccsot egy helyi litván kezdeményezés mögé bujtatták volna, amely célja a német befolyás csökkentése Litvániában. Ennek elindítása érdekében a lengyel lapok, mint német bábállamként beszélnek Litvániáról. A puccsot eredetileg augusztus 27-én éjjel hajtották volna végre, de dátumát szeptember 1-jére módosították. A litván hírszerzés fényt derített a kísérletre, majd 200 lengyel pártit letartóztattak.

## 1919. szeptember - 1920. június: Kisebb incidensek
A puccskísérlet után számos kisebb határ incidens történt. 1919. szeptember 19-én a lengyelek megtámadták Gelvonait és Ukmergė felé vonultak. Számos alkalommal összecsapások törtek ki hidak környékén a Šventoji-folyónál Vepriai mellett. Október 5-én a lengyelek elfoglalták Salakas-t és megtámadták Kapčiamiestis-t. Ezt követően a front vonal stabilizálódott. 1920 márciusában a lengyelek újabb támadásba lendültek, ezúttal a vasútvonal mentén Kalkūninél és Turmantasnál.

## 1920. július: Szovjet előrenyomulás, lengyel visszavonulás

### Diplomácia

A szovjetek előrenyomulása (vörös nyilak) 1920 június - augusztusában.

1920. április 20-án megindította nagyszabású hadműveletét Kijev ellen. A kezdeti sikerek utána szovjet ellentámadások miatt a lengyelek hátrálni kényszerültek, s a szovjetek már Lengyelország függetlenségét fenyegették júniusban. A lengyelek népszövetségi segítséget kértek, ezért a lengyeleknek a Curzon-vonal mögé, a szovjeteknek pedig attól 50 km-re keletre kellett visszavonulniuk, a litvánok pedig Vilnius irányítását kapták meg. Az átadásra július 10-én került sor.
Eközben július 12-én aláírták a Szovjet-Litván Békeszerződést. Az oroszok elismerték a litvánok függetlenségét, s visszavonták területi követeléseiket. A béke értelmében megállapították Litvánia keleti határait, valamint a Vilnius-régiót is Litvánia részeként ismerték el. Augusztus 6-án az oroszok kivonták csapataikat Litvániából.

### Területi változások
A bolsevikok július 7-én érkeztek meg Litvániába, s elkezdték visszaszorítani a lengyeleket. A litván hadsereg igyekezett betölteni a lengyelek visszavonulása után következett űrt. Július 7-én elfoglalták Turmantas-t, július 9-én Tauragnait és Alanta-t, Širvintos-t és Musninkait július 10-én, Kernavė-t, Molėtait, és Giedraičiait július 11-én, majd Maišiagala-t és Pabradė-t július 13-án. Július 13-án került sor Vilnius átadására is. A lengyelek viszont megállították a litván vonatokat, és az elsők akik megérkeztek a városba a bolsevikok voltak, akik be is védték a várost, mire a litván hadsereg megérkezett. A béke ellenére, a szovjetek nem akarták átadni a várost a litvánoknak, és reménykedtek abban, hogy egy ideiglenes bábkormányt sikerült felállítaniuk, amely kérné a csatlakozását a Szovjetunióhoz.
Vilnius elvesztése ellenére a litvánok hozzáláttak a Suwałki-régió bevédéséhez. Július 17-én elfoglalták Druskininkait, 19-én Vištytis, Punsk, Giby, és Sejny-re került a sor, Suwałkira 29-én, majd augusztus 8-án Augustówra. A lengyelek a bekerítés elkerülése végett Łomza irányába vonultak vissza.

### Litván semlegesség
Lengyelország azzal vádolta a Litvánokat, hogy a szovjet-litván békével szovjet szövetségessé vált. Egy titkos záradék értelmében a szovjetek Litvánián keresztül szállíthattak egységeket a lengyel frontra. Mivel már a szovjetek így is litván területen voltak, addig nem is volt értelme visszahívni őket, amíg háborúban álltak a lengyelekkel. A litvánok pedig nem tudtak ellenkezni a szovjeteknek. A bekerített lengyel csapatokat lefegyverezték és internálták. A lengyelek azt is állították, hogy litvánok is harcoltak a szovjet egységek között a lengyelek ellen.

## 1920. augusztus - október: Harcok a Suwałki-régióért

### Lengyel előrenyomulás, szovjet visszakozás

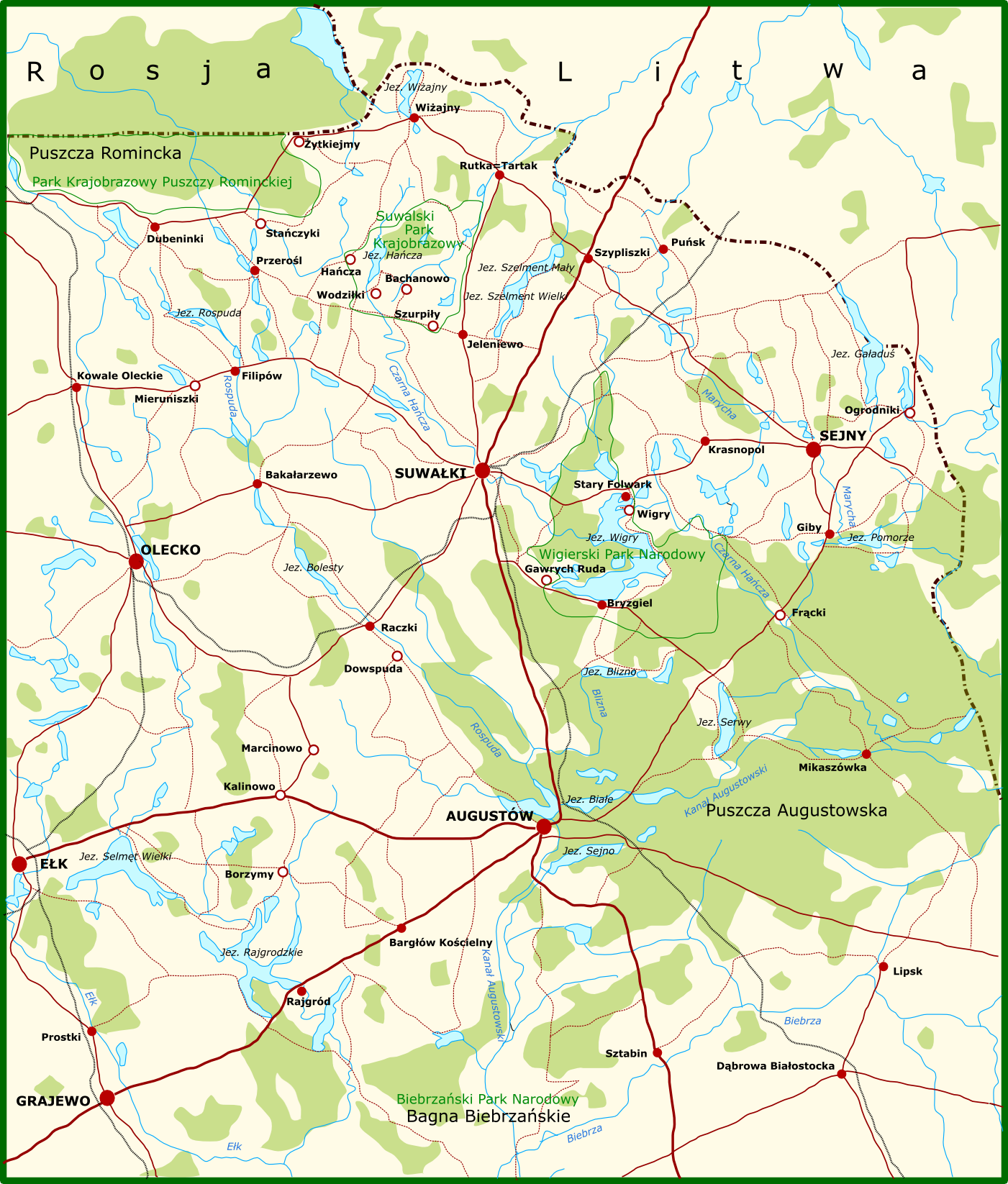
A Suwałki-régió térképe.

Az oroszok hatalmas vereséget szenvedtek 1920. augusztus közepén a varsói csatában és elkezdték a visszavonulásukat. Augusztus 26-án Vilniust átadták a litvánoknak. A litvánok sietve megkezdték a határ védését. Augusztus 26-án egy lengyel delegáció érkezett Kaunasba, élén Mieczysław Mackiewicz-csel. A delegáció tagjai katonatisztek voltak, akikkel a politikai kérdéseket nem tárgyalhatták meg a litvánok. A delegáció is inkább katonai kérdésekkel foglalkozott. Engedélyt kértek lengyel csapatok áthaladására Litvániában, valamint hozzáférést A Varsó-Szentpétervár vasútvonal egy részéhez, továbbá követelték a litván csapatok visszavonását a Curzon-vonal mögé. A litvánok nem voltak hajlandóak megtárgyalni a katonai ügyeket egy tisztázott lengyel-litván határ megléte nélkül. Néhány nappal a tárgyalások megkezdése után, augusztus 30-án a tárgyalásokat befejezték.
A Suwałki-régió stratégiailag kiemelkedően fontos volt a lengyel-szovjet háború szempontjából. Edward Rydz-Śmigły utasításainak megfelelően a lengyel csapatok elfoglalták Augustówot augusztus 28-án, egy meglepetésszerű támadás következtében. A megzavarodott litvánokat augusztus 30-án Sejnyből és a teljes régióból is kiverték. Majd a litvánok újraszervezték soraikat, és szeptember 2-án ellentámadásba lendültek. Céljük az Augustów-Lipsk-Hrodna vonal megvédése. Sejny és Lipsk sikeres bevétele után szeptember 4-én a litván csapatok már Augustów külvárosában jártak. Másnap a lengyel visszaverték őket, s azok elhagyták Augustówot. Szeptember 9-én a lengyelek visszafoglalták Sejnyt, de a litvánok 13-án kiszorították őket. A folyamatban lévő tárgyalásoknak köszönhetően a harcok megszűntek.

### Közvetlen tárgyalások és a Népszövetség

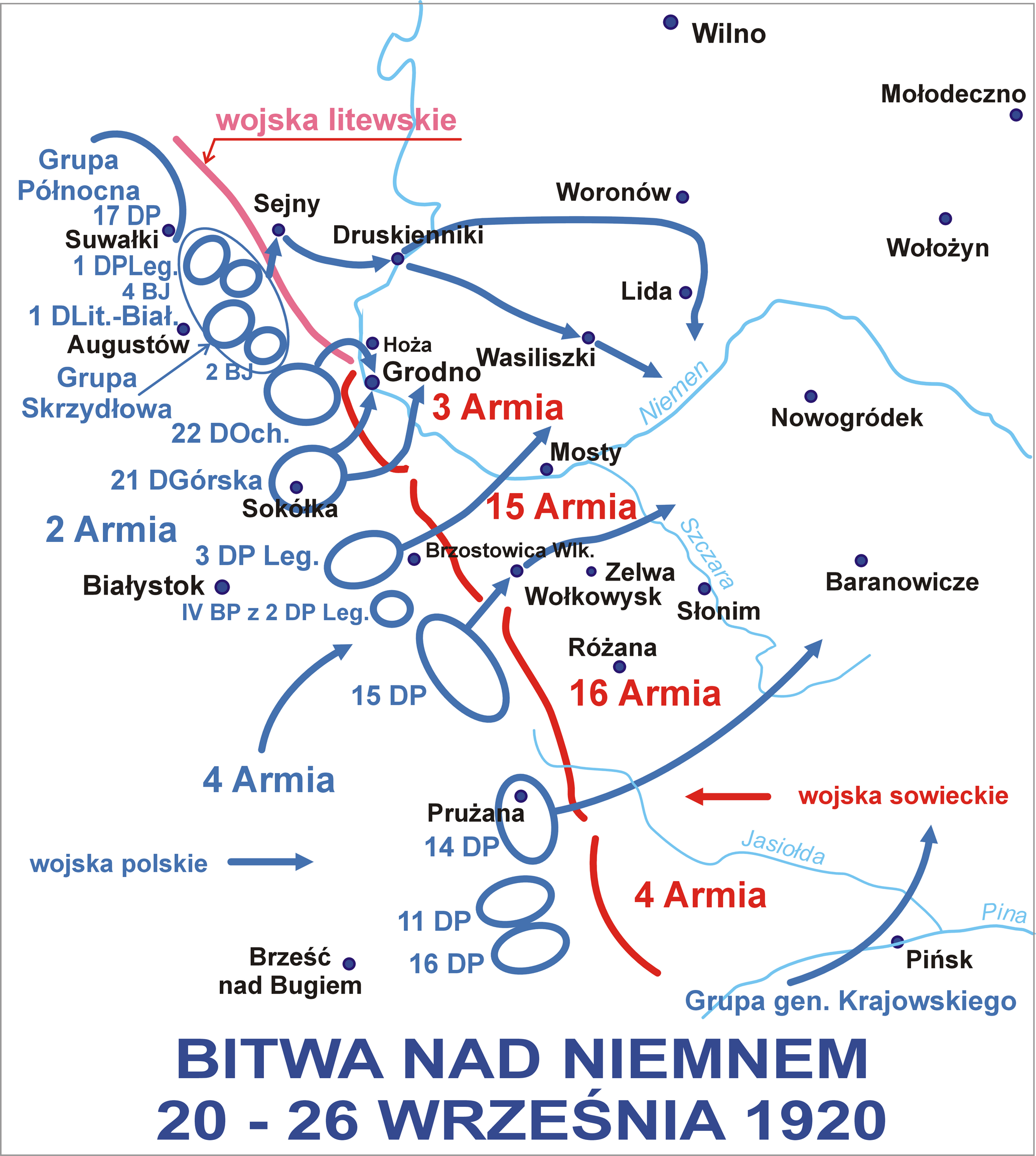
A niemen-folyói csata térképe.

Szeptember 6-án a litván külügyminiszter, Juozas Purickis közvetlen tárgyalásokat kezdeményezett Marijampolė-ben. Szeptember 8-án a niemen-folyói csata tervezésekor a lengyelek eldöntötték, hogy egy manővert hajtanak végre litván területen, hogy bekerítsék a Hrodnában állomásozó szovjeteket. Hogy eltitkolják a tervezett támadást a lengyelek elfogadták a felkérést a tárgyalásokra. Szeptember 16-án kezdetét vették a tárgyalások Kalvarija-ban, de két nap múlva össze is omlott az ülés.
Szeptember 5-én a lengyel külügyminiszter Eustachy Sapieha kézbesített egy levelet a Népszövetség számára, amelyben kifejti, hogy Litvánia megsértette semlegességét és kérvényezi a beavatkozást a lengyel-litván háborúba. A Népszövetség beleegyezett a közvetítésbe, és szeptember 16-án megindultak a tárgyalások. A megoldási javaslat 20-án érkezett, amiben a Népszövetség felkéri a feleket, hogy szüntessék be az ellenségeskedést és vonuljanak vissza a Curzon-vonal mögé. Továbbá a lengyeleknek el kell fogadniuk Litvánia semlegességét, ha a szovjetek is úgy tettek. Felállítottak egy ellenőrző bizottságot is, amely a konfliktus övezetben tartotta fenn a rendet. Ezzel a Népszövetség csak a katonai összecsapásoknak vetett véget, de a területi vitákat nem rendezte.

### A niemen-folyói csata
1920. szeptember 22-én a lengyelek megtámadták a Suwałki-régióban állomásozó litvánokat. A nagy túlerőben lévő lengyeleknek megadták magukat a litvánok. A lengyelek a szeptember 8-án megtervezettek szerint, tovább nyomultak előre, és átlépték a Niemen-folyót Druskininkai és Merkinė mellett, hogy bekerítsék a szovjeteket Hrodnánál. A Vörös Hadsereg rögtön hátrálni próbált. A többi litván erőt a folyómentén egy hosszabb szakaszon sorakoztatták fel, anélkül, hogy a hidakat kellőképpen bevédték volna. A támadás, két nappal a Népszövetségi ajánlás után arra kényszerítette a lengyeleket, hogy békésen próbálják meg rendezni a konfliktust. Szeptember 26-án a lengyelek kezére került Hrodna, és Sapieha újabb tárgyalásokat kezdeményezett Suwałkiban. A niemen-folyói csata jelentősen átírta az erőviszonyokat: Vilnius, amely augusztus 26-a óta litván kézen van kitetté vált a lengyel támadásoknak. Valójában a lengyelek már eldöntötték, hogy beveszik Vilniust, és a tárgyalásokra csak azért volt szükség, hogy időt nyerjenek. A litvánok készek voltak átadni a Suwałki-régiót, ha a lengyelek elismerik, hogy Vilnius a litvánoké.

### A Suwałki-egyezmény

Demarkációs vonalak Lengyelország és Litvánia között. A Suwałki-egyezmény által jelölt vonal sárga színnel; végleges határ narancssárga színnel.

A tárgyalásokat lengyel részről Mieczysław Mackiewicz, litván részről pedig Maksimas Katche vezette, amely szeptember 29-én vette kezdetét. Mindkét fél fegyverszünetet fogadott el a Nieman-folyótól keletre eső területek. A harcok a nyugati parton, Marcinkonys, Zervynos, Perloja, és Eišiškės körül folytatódtak. Legvitatottabb Varėna kérdése volt, amely épp a Varsó-Szentpétervár vonalon feküdt. Jelentős méretű litván egységek voltak jelen a régióban, amelyek átcsoportosítása Vilniusba lehetetlen lett volna a Varėna nélkül. A folyótól nyugatra október 6-án véget értek a harcok, és a lengyelek elfoglalták Varėnát.
A demarkációs vonal kérdése is nehézkes volt. A litvánok hosszabbat szerettek volna, hogy jobban védhessék Vilniust. A lengyelek csak egy rövidebbe egyeztek bele, azért hogy végrehajthassák a tervezett támadásukat Vilnius ellen. Annak ellenére, hogy Vilnius kérdése nem szerepelt a napirendek között, mindenkit csak a város foglalkoztatott. Október 4-én a Népszövetség ellenőrző bizottsága megérkezett, melynek vezetője a francia Pierre Chardigny volt. Október 7-én éjfélkor aláírták a felek az egyezményt, amely semmi utalást nem tartalmazott Vilniusról. A demarkációs vonal mentén megszűntek a fegyveres konfliktusok, és a litvánok megnyugodtak, hogy Vilnius mégis a litván oldalon marad.

## 1920. október november: Küzdelem Vilniusért

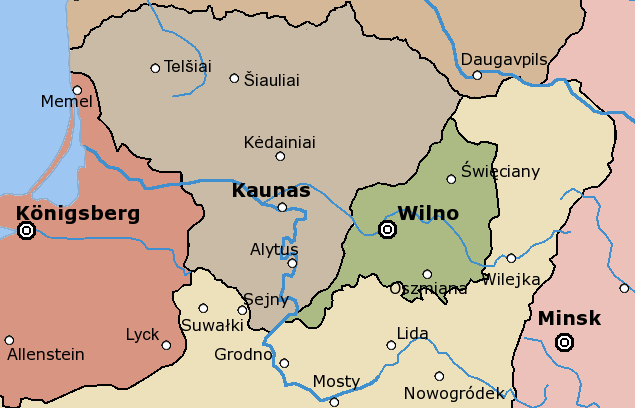
A Központi Litván Köztársaság térképe

### A Żeligowski-féle lázadás
A lengyel államfő Józef Piłsudski elrendelte Lucjan Żeligowski tábornoknak, hogy indítsa el a lázadást az alátartozó első litván-belorusz alakulatokkal Lidában, és foglalja el Vilniust. A lázadásnak két fő célja volt: Vilnius elfoglalása és megőrizni a lengyelek nemzetközi hírnevét. A Népszövetség ekkor tárgyalt Danzig és Szilézia ügyében, és egy direkt támadás Litvánia ellen rontotta volna a lengyelek alku pozícióját. Míg a lengyelek hivatalosan dezertőrnek nevezték Żeligowskit, addig informálisan hadianyaggal és élelmiszerekkel támogatták egységeit. Később támogatást is kapott Żeligowski, és a lengyelek ezt úgy tüntették fel, mintha a lengyel hadseregen belül is egy lázadás alakult volna ki, és sokan át álltak Żeligowski oldalára. His initial attack was secured on both sides by two Polish Armies.[107]
A Żeligowski-féle lázadás, amit már szeptember közepe óta terveztek, október 8-án reggel vette kezdetét, néhány órával a Suwałki-egyezmény aláírása után. Egy ideiglenes egyezmény is született a lengyelek és szovjetek között, amelynek következtében számos lengyel csapatot sikerült áthelyezni Litvánia felé. A megtévesztés részeként, Żeligowski levelet írt a lengyel tábornoknak, hogy kifejezze mennyire elégedetlen a Suwałki-egyezménnyel. A lázadás pedig annak érdekében történt, hogy katonái megvédjék a helyi lengyelek önrendelkezési jogát.

### Vilnius bevétele és más katonai akciók
A litvánok nem voltak felkészülve a támadásra. Mindössze két zászlóaljuk állomásozott Jašiūnai és Rūdninkai mellett, a Merkys-folyó mentén. Csapataik nagy része még mindig a Suwałki-régióban állomásozott, nyugatra Druskininkai és Varėna-tól. Az elvesztett vasúti kapcsolat miatt ezen egységek átcsoportosítása Vilnius térségébe sok időbe telt volna. Miután világossá vált, hogy Żeligowski nem fog megállni Vilniusnál, a litván hadsereg tábornoka Silvestras Žukauskas, elrendelte a város kiürítését október 6-án délután. Żeligowski és egységei másnap este érkezetek meg Vilniusba. Október 12-én, Żeligowski kikiáltotta a független Központi Litván Köztársaságot, Vilnius székhellyel. A megnevezés egyébként összhangban állt azzal a történelmi felfogással, miszerint Litvánia három egységre osztható: Nyugat-Litvánia, amely főleg litvánok lakta és székhelye Kaunas; Közép-Litvánia főleg lengyelek lakta, székhelye Vilnius; és a beloruszok által lakott Kelet-Litvánia, Minszk központtal.
Żeligowski egységei tovább nyomultak előre: a várostól keletre lévő területeket ellenállás nélkül foglalták el, mert a litvánok nyugaton védekeztek. Żeligowski elfoglalta Švenčionyst és Rūdiškėst október 10-én, Nemenčinė-t október 11-én, Lentvarist október 13-án és Rykantai-t október 15-én. A front stabilizálódott a Neris-folyó déli oldalán, de a harcok folytatódtak az északin. Amikor a lengyel lovasság Riešė felé manőverezett, és október 21-én elfoglalták a falut, majd a teljes litván parancsnokságot bebörtönözték. A vezérkar nélkül a litvánok visszavonultak, és a lengyelek további településeket foglaltak el. Október 26-án lengyel kézre került Dubingiai, Giedraičiai és Želva. Habár a litvánok egy ellentámadás során visszafoglalták Želva-t és Giedraičiai-t a front stabilizálódott november 1-jére.
November 17-én a lázadók végrehajtották a legfőbb támadásukat. Céljuk Kaunas elfoglalása volt, amivel a litván függetlenséget fenyegették. Żeligowski egysége háromszoros túlerőben voltak. A támadás során egy lovascsapat áttört a litván védelmeken és nyomult előre. A litvánok megállítottak egy másik támadást és vissza is szorították a lengyeleket. A litvánok továbbra is támadtak, majd november 21-én fegyverszünetet írtak alá a felek, Népszövetségi nyomásra.

### Közvetítés és diplomáciai intézkedések
Október 11-én a litván Paris Oscar Milosz kérte a Népszövetséget a beavatkozásra. Október 14-én Léon Bourgeois egy levelet bocsátott a lengyel fél számára, és felszólította a lengyeleket a visszavonulásra. A lengyelek természetesen azt állították, hogy nincs konfliktus a két ország között, ugyanis egyezményt írtak alá a fegyverszünetről. A konfliktust csakis Żeligowski okozza, aki a lengyel hadsereg parancsnokságának felhatalmazása nélkül cselekedett. A litván követ, Augustinas Voldemaras azzal érvelt, hogy a lengyelek szervezték a támadást, és szigorú büntetést követel a lengyelek ellen. A Népszövetség nem kommentálta Żeligowski akcióját, és népszavazás kiírását javasolta. November 6-án mindkét fél beleegyezett a népszavazásba, és megkezdték az előmunkálatokat.
November 19-én Żeligowski javasolta az ellenségeskedés megszüntetését. A litvánok beleegyeztek és fegyverszüneti megállapodást írtak alá november 21-én. Később ezt kritizálták, ugyanis a litván egységek kulcspozíciókat foglaltak el, és esélyük lett volna Vilnius visszavételére. Ellenben attól tartottak, hogy ha visszafoglalják Vilniust, a hivatalos lengyel hadsereg is be fog avatkozni.
Egy tartósabb fegyverszüneti megállapodás kötését november 27-én kezdték meg Kaunasban, Népszövetségi közvetítéssel. A litvánok megtagadták, hogy közvetlenül Żeligowskival tárgyaljanak, ezért a lengyelek léptek közbe, mint Żeligowski és a litvánok közötti közvetítő. A litvánok a Suwałki-egyezményt szerették volna bővíteni, de a lengyelek nem voltak hajlandóak visszahívni Żeligowski egységeit Vilniusból. November 29-én megkötötték a fegyverszünetet, de a demarkációs vonal kérdésében nem jutottak előre. November 30-án egy 6 km széles semleges zóna felügyeletét rábízták a Népszövetségre. E semleges zóna egészen 1923 februárjáig létezett.

## Következmények
1921 márciusában egy helyi népszavazás végrehajtását elvetették. Sem a litvánok, akik féltek a negatív eredménytől, sem a lengyelek, akiknek nem állt érdekében a status quo megváltoztatása, nem támogatták a népszavazás kiírását. A népszavazás végrehajtásának pontos helyéről sem sikerült megállapodniuk. 1921-ben a Népszövetség próbálta javítani a két ország kapcsolatát, a belga származású Paul Hymans több föderációs tervvel is előállt a két ország számára, de azt minden esetben elvetették. Az 1922. januári helyi választásokon a lengyel pártok győztek. Az első parlamenti ülésen, 1922. február 20-án megszavazták a Lengyelországhoz való csatlakozást. A litvánok eközben megszállták Klaipeda térségét, ezért a Népszövetség úgy látta, hogy a litvánok egyfajta kompenzációt kaptak Vilnius elvesztése után, s a Népszövetség a továbbiakban nem avatkozott be a két ország kapcsolatába. A felállított demarkációs vonalra 1923 márciusától, mint hivatalos lengyel-litván határra tekintettek. Persze a litvánok nem ismerték el ezt a határ vonalat.
A Vilnius hovatartozásának kérdése az egyik legnagyobb problémává vált a két ország között. Litvánia megszakította diplomáciai kapcsolatait Lengyelországgal. A vasúti összeköttetés Vilnius és Litvánia között szintén megszakadt. A diplomáciai helyzet a hosszan tartó "se nem háború, se nem béke" hozzáállás után 1938-ban oldódott meg egy ultimátum eredményeként. Kelet-Lengyelország szovjetek által történő lerohanása után Vilniust Litvániához csatolták, s máig a mindenkori Litván állam része.

## Fordítás
- Ez a szócikk részben vagy egészben  a   Polish-Lithuanian War című angol Wikipédia-szócikk fordításán alapul.  Az eredeti cikk szerkesztőit annak laptörténete sorolja fel. Ez a jelzés csupán a megfogalmazás eredetét és a szerzői jogokat jelzi, nem szolgál a cikkben szereplő információk forrásmegjelöléseként.